# This Is Us – Das ist Leben
This Is Us – Das ist Leben (Originaltitel: This Is Us) ist eine US-amerikanische Fernsehserie, die am 20. September 2016 ihre Premiere beim Sender NBC feierte.
Aufgrund guter Einschaltquoten der ersten Episode wurde die erste Staffel der Serie von 13 auf insgesamt 18 Episoden aufgestockt. Am 18. Januar 2017 verlängerte NBC die Serie um eine zweite und dritte Staffel. Am 12. Mai 2019 gab NBC die Verlängerung der Serie um drei weitere Staffeln bekannt. Im Mai 2021 wurde bekannt, dass die Serie mit der sechsten Staffel enden wird.
In der Schweiz lief die erste Staffel ab dem 23. Mai 2017 auf dem Free-TV-Sender TV24. In Deutschland wurde die erste Staffel ab dem 24. Mai 2017 vom Free-TV-Sender ProSieben ausgestrahlt.

## Inhalt
Die Serie, die in mehreren Zeitebenen erzählt wird, folgt dem Leben dreier Personen, die am selben Tag geboren wurden, und ihrer Eltern. Kate und Kevin Pearson kamen 1980 als Teil einer Drillingsgeburt zur Welt, doch das dritte Kind starb. Daher beschlossen die Eltern, Jack und Rebecca Pearson, die sich fest auf drei Kinder eingestellt hatten, ein weiteres Kind, Randall, zu adoptieren.
Der afroamerikanische Junge war von seinem Vater vor einer Feuerwache ausgesetzt und dann in dasselbe Krankenhaus gebracht worden, in dem Kate und Kevin zur Welt kamen. Die Geschichte springt zwischen der Kindheit der drei Protagonisten mit ihren Eltern in Pittsburgh und ihren heutigen Familienleben und Karrieren in New York City, Los Angeles, New Jersey und Philadelphia.

## Besetzung und Synchronisation
Die deutsche Synchronisation der Serie erfolgt bei der FFS Film- & Fernseh-Synchron GmbH in München unter Dialogregie von Solveig Duda.
| Rollenname               | Schauspieler           | Hauptrolle (Folgen) | Nebenrolle (Folgen)                     | Synchronsprecher     |
| ------------------------ | ---------------------- | ------------------- | --------------------------------------- | -------------------- |
| Jack Pearson             | Milo Ventimiglia       | 1.01–6.18           |                                         | Oliver Scheffel      |
| Rebecca Pearson          | Mandy Moore            | 1.01–6.18           |                                         | Maren Rainer         |
| Randall Pearson          | Sterling K. Brown      | 1.01–6.18           |                                         | Sebastian Winkler    |
| Kate Pearson             | Chrissy Metz           | 1.01–6.18           |                                         | Kathrin Gaube        |
| Kevin Pearson            | Justin Hartley         | 1.01–6.18           |                                         | Manou Lubowski       |
| Beth Pearson             | Susan Kelechi Watson   | 1.01–6.18           |                                         | Natascha Schaff      |
| Toby Damon               | Chris Sullivan         | 1.01–6.18           |                                         | Christian Weygand    |
| William Hill             | Ron Cephas Jones       | 1.01–2.17           | 3.02–3.03, 3.08, 3.17, 4.05             | Achim Geisler        |
| Miguel Rivas             | Jon Huertas            | 2.01–6.18           | 1.02–1.17                               | Patrick Schröder     |
| Sophie M.                | Alexandra Breckenridge | 2.01–2.13           | 1.13–1.18, 3.16                         | Sophie Rogall        |
| Deja Pearson             | Lyric Ross             | 2.03–6.18           |                                         | Lilia Duda           |
| Madison                  | Caitlin Tompson        | 1.01–6.18           |                                         | Patricia Strasburger |
| Nicholas „Nicky“ Pearson | Griffin Dunne          | 4.01–6.18           | 3.09                                    | Martin Umbach        |
| Dr. Nathan Katowsky      | Gerald McRaney         |                     | 1.01, 1.03, 1.10–1.12, 2.15, 4.18       | Reinhard Glemnitz    |
| Olivia Maine             | Janet Montgomery       |                     | 1.04, 1.06, 1.08–1.09, 1.11             | Shandra Schadt       |
| Sloane Sandburg          | Milana Vayntrub        |                     | 1.04, 1.06, 1.08–1.11, 1.13, 1.15, 1.17 | Lea Kalbhenn         |
| Yvette                   | Ryan Michelle Bathe    |                     | 1.04, 1.06, 1.09                        | Janina Dietz         |
| Jessie                   | Denis O’Hare           |                     | 1.10–1.11, 1.17                         | Jakob Riedl          |

## Auszeichnungen
- 2017: Seoul International Drama Awards – Daesang (Hauptpreis).[8]